# Ян Амор Тарновський (руський воєвода)
Ян Амор Тарновський гербу Леліва (пол. Jan Amor Tarnowski; бл. 1460 — 1514/1515) — урядник, державний, політичний, військовий діяч Польського королівства. Представник шляхетського роду Тарновських гербу Леліва. Зведений брат Яна Амора Тарновського.

## Життєпис
Народився близько 1460 року. Перший син краківського каштеляна, воєводи Яна Амора «молодшого» Тарновського та його першої дружини Зиґмунти з Горая та Щебрешина з роду Горайських гербу Корчак. Його братом був Ян Олександр Тарновський.
Як королівський придворний згаданий в джерелах за 1474 рік. Діяв за життя трьох королів Польщі (Яна І Ольбрахта, Олександра та Сигізмунда І Старого). Уряди (посади): коронний стольник (1494), краківський хорунжий 1496 року, бєцький каштелян (1497), староста вєлюньський, воєвода: руський (за одними даними, з 1501 по 1504 роки, за іншими — згаданий з 14 лютого 1502 по 2 березня 1507), сандомирський з 1507-го.
Був одружений з Курозвенцькою гербу Порай — донькою сандомирського воєводи, нащадків не залишили.
Помер 1514 або 1515 року. У Тарнові, за даними о. Шимона Старовольського, існував його надгробок.